# Instituts Ricci
Pour les articles homonymes, voir Ricci.
Les Instituts Ricci (chinois simplifié : 利氏学社 ; chinois traditionnel : 利氏學社 ; pinyin : Lìshì Xuéshè), nommés d’après le sinologue jésuite italien Matteo Ricci, sont des centres de recherche et de publication orientés vers l’étude de la culture et civilisation chinoises, ancienne et moderne et le dialogue interculturel et interreligieux entre le monde chinois et les autres traditions spirituelles et culturelles du monde entier. 
Les instituts de Taipei et Paris ont d'abord porté le projet de Grand dictionnaire Ricci de la langue chinoise lancé dès 1949 par les pères Eugène Zsámár (Zsámár Jenő), puis Yves Raguin et Claude Larre et transmis ensuite à l'Association Ricci.
L'attention particulière des Instituts Ricci portée aux sciences de l'homme conduit à une intelligence plus profonde de l'âme et de la culture de la Chine. Ces études s'insèrent dans le grand plan d'action dont Vatican II demande la réalisation : une connaissance précise et particulière du monde, pour une présence plus vraie, une action plus efficace, plus étendue, plus profonde et plus respectueuse de l'individualité des peuples. Les horizons des Instituts sont ceux de l'humanisme nouveau que l'Église catholique désire réaliser en la fin du XXe siècle. Il y faut donc un travail scientifique animé par des vues chrétiennes de l'homme et des cultures.
Il existe quatre instituts dans le monde :
- Institut Ricci de Taipei (台北利氏学社 / 台北利氏學社 / Táiběi Lìshì Xuéshè), fondé en 1966 par le Père Yves Raguin, S.J. (1912-1998)
- Institut Ricci de Paris (巴黎利氏学社 / 巴黎利氏學社 / Bālí Lìshì Xuéshè), fondé en 1972 par le Père Claude Larre S.J. (1919-2001).
- Institut Ricci de San Francisco (旧金山大学利氏学社 / 舊金山大學利氏學社 / Jiùjīnshān Dàxué Lìshì Xuéshè), fondé en 1984 par Edward Malatesta S.J. Incorporé à l'Université de San Francisco comme centre de recherche en 1988.
- Institut Ricci de Macao (澳门利氏学社 / 澳門利氏學社 / Aòmén Lìshì Xuéshè),  fondé en 1999 par Yves Camus S.J. et Luis Sequeira, S.J.

Ces Instituts sont juridiquement indépendants. Cependant ils fonctionnent en réseau, avec des projets spécifiques à chacun. Les Instituts Ricci sont des œuvres de la Compagnie de Jésus, mais les directeurs et le personnel sont souvent des laïcs, chinois ou sinologues. 